# Giro de Lombardía 1917
El Giro de Lombardía 1917 fue la 13.ª edición del Giro de Lombardía. Esta carrera ciclista organizada por La Gazzetta dello Sport se disputó el 4 de noviembre de 1917 con salida y llegada en Milán después de un recorrido de 204 km.
La competición fue ganada por el belga Philippe Thys (Peugeot-Wolber) por delante del francés Henri Pélissier y Leopoldo Torricelli (Maino).
Entre los participantes se encuentra Alfonsina Strada que se clasifica 29ª y última posición a una hora y 34 minutos de Thys. Es la primera mujer en acabar el Giro de Lombardía.

## Clasificación general
| Posición | Ciclista            | Equipo         | Tiempo     |
| -------- | ------------------- | -------------- | ---------- |
| 1        | Philippe Thys       | Peugeot-Wolber | 6h 58' 02" |
| 2        | Henri Pélissier     | Individual     | m. t.      |
| 3        | Leopoldo Torricelli | Maino          | m. t.      |
| 4        | Luigi Lucotti       | Bianchi        | m. t.      |
| 5        | Charles Juseret     | Individual     | m. t.      |
| 6        | Gaetano Belloni     | Bianchi        | + 3' 25"   |
| 7        | Angelo Gremo        | Bianchi        | m. t.      |
| 8        | Romeo Poid          | Individual     | m. t.      |
| 9        | Alfredo Sivocci     | Dei            | m. t.      |
| 10       | Costante Girardengo | Bianchi        | + 15' 00"  |